# 심성보 (영화 감독)

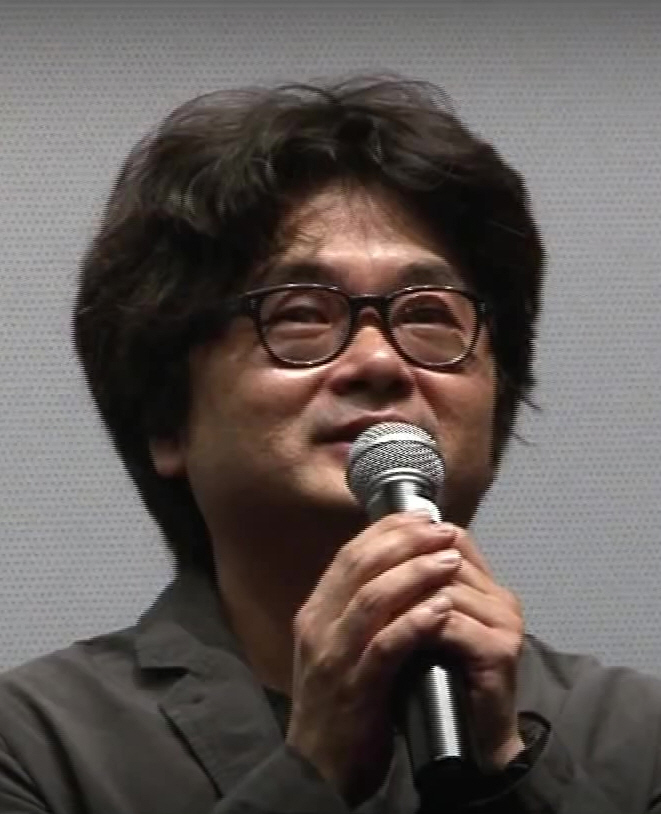

심성보(1972년 ~ )는 대한민국의 영화 감독이자 각본가이다. 2003년에 봉준호 감독과 함께 살인의 추억을 공동 각본 작업한 것으로 유명해졌다.

## 참여 작품
- 살인의 추억 - 사진기자역, 스크립터/각본
- 해무 (영화)(2014) - 감독/각본
- 오늘 뭐해?(2011) - 감독

## 수상
- 2003 제11회 춘사영화제 - 살인의 추억
- 2003 제2회 대한민국 영화대상 - 살인의 추억
- 2014 제15회 부산영화평론가협회상 - 해무 (영화)